# Plácido Fernández Viagas
Plácido Fernández Viagas (1924 - 1983) fou un jutge i polític andalús.

## Biografia
Va néixer el 29 de març de 1924 a Tànger quan aquesta ciutat formava part del Protectorat Espanyol al Marroc. Va cursar els seus estudis de batxillerat en el col·legi del Sagrat Cor de Tànger i la carrera de Dret en la Universitat de Sevilla. Va exercir la judicatura en diverses ciutats. Va formar part de Justícia Democràtica, grup clandestí de funcionaris que lluitava contra el Franquisme des de l'interior, així com de Coordinació Democràtica a Andalusia. Va ser suspès en les seves funcions de jutge per uns mesos el 1976 per participar en una manifestació a favor de l'amnistia per als presos polítics.

## Activitat política
A les eleccions generals espanyoles de 1977 va ser escollit senador per la província de Sevilla pel PSOE, sent el senador més votat de tota Andalusia per a la legislatura constituent. Posteriorment va ser també elegit senador a les eleccions generals espanyoles de 1979, durant el període comprès entre març de 1979 i abril de 1980. Va ser elegit president de la Junta Preautonòmica d'Andalusia el 27 de maig de 1978, en el saló d'actes de la Diputació Provincial de Cadis, en detriment del candidat centrista Jaime García Añoveros, mantenint-se en el càrrec fins a la seva dimissió al juny de 1979. Després de la seva dimissió es va retirar de l'activitat política. En 1980 va ser escollit com a membre del Tribunal Constitucional d'Espanya, càrrec que va ocupar fins a la seva defunció, el 8 de desembre de 1982.